# Завод карбіду кальцію в Састаго
Завод карбіду кальцію в Састаго — колишній виробничий майданчик на північному сході Іспанії.
Наприкінці XIX — на початку XX століть в Іспанії з'явився цілий ряд заводів з виробництва карбіду кальцію, що як джерело ацетилену відігравав важливу роль в індустрії освітлення. Карбід отримували шляхом плавки вапна з вугіллям в електропечах, тому важливим для успіху проєкту було забезпечення постачання електроенергії, а карбідна промисловість тяжіла до районів першочергового розвитку гідроенергетики. Одним з таких майданчиків став завод компанії Electro Metalúrgica del Ebro (EMESA) у Састаго, де Ебро описує петлю завдовжки близько 9 км, після чого проходить лише за кілька сотень метрів від початку петлі. Це давало гарну можливість для спорудження електростанції, що хоч і працювала з невеликим напором — лише 6 метрів, проте мала доступ до суттєвого водного ресурсу. Подана по 220-метровому тунелю вода живила турбіни загальною потужність 3,5 МВт (з них п'ять основних із загальним показником 3,375 МВт).
Будівництво почалось в 1904-му та завершилось в 1907-му, хоча повноцінний запуск комплексу припав на 1908 рік. Завод карбіду кальцію мав п'ять однофазних печей та випустив у 1908-му 815 тонн карбіду, в 1926-му 3361 тонну, а в 1927-му 3417 тонн (є відомості, що його потужність доходила до 4800 тонн на рік).
У 1929-му в Састаго за шість сотень метрів від першої ввели в дію другу електростанцію, воду для якої забирали ще за 7,5 км вище по течії та транспортували по тунелю довжиною 1 км, що давало можливість використати перепад одразу двох петель Ебро. При напорі 12 метрів і більшому в кілька раз ліцензійному обсязі води потужністю другої електростанції становила 20,5 МВт. Хоча вироблена електроенергія передусім призначалась для постачання зовнішнім споживачам, завод карбіду в якийсь момент отримав дві додаткові печі, одна з яких мала потужність у 1,5 МВт.
У 1942-му завод також почав випускати карбонат калію (зазвичай технологічний процес продукування цієї речовини передбачає електроліз хлориду калію з отриманням гідроксиду калію, який реакцією з діоксидом вуглецю перетворюється на карбонат).
У 1957-му за 6 км на захід від Састаго завершили будівництво належного тій же компанії електрометалургійний завод в Ла-Сайді. Наслідком цього стало закриття в 1958-му заводу карбіду в Састаго, при цьому електростанція й далі працювала.